# Alois Wachsman
Pour les articles homonymes, voir Wachsman et Wachsman (homonymie).
Alois Wachsman, né le 14 mai 1898 à Prague (République tchèque) et mort le 16 mai 1942 à Jičín (République tchèque), est un peintre, scénographe et architecte tchèque.

## Biographie
Alois Wachsman est issu d'une famille d'artistes. Son grand-oncle est Bedřich Wachsmann (cs) et son cousin est Jiří Voskovec. De 1917 à 1922, il étudie l'architecture à l'Université technique de Prague (CTU) sous la direction des professeurs Josef Fanta et Antonín Engel (cs).
Il est, en 1920, l'un des fondateurs du groupement artistique de l'avant-garde tchécoslovaque Devětsil. De 1925 à 1928, il étudie l'architecture à l'Académie des beaux-arts sous la direction de Josef Gočár. À partir de 1923, il est membre du Cercle artistique Mánes et, à partir de 1937, il vit à Dvůr Králové.
En tant que peintre, Wachsman est initialement sous la forte influence du cubisme français. Plus tard, ses peintures sont proches du surréalisme, mais avec des sentiments poétiques très distinctifs. À la fin de sa vie, il peint des tableaux presque réalistes avec des thèmes religieux, toujours avec une poésie caractéristique. Il  travaille également comme illustrateur et architecte de théâtre pour le Théâtre libéré (divadlo Osvobozené) et le Théâtre national. Entre 1927 et 1930, il travaille avec Josef Gočár à la conception de l'église Saint-Venceslas à Prague-Vršovice.

Alois Wachsman
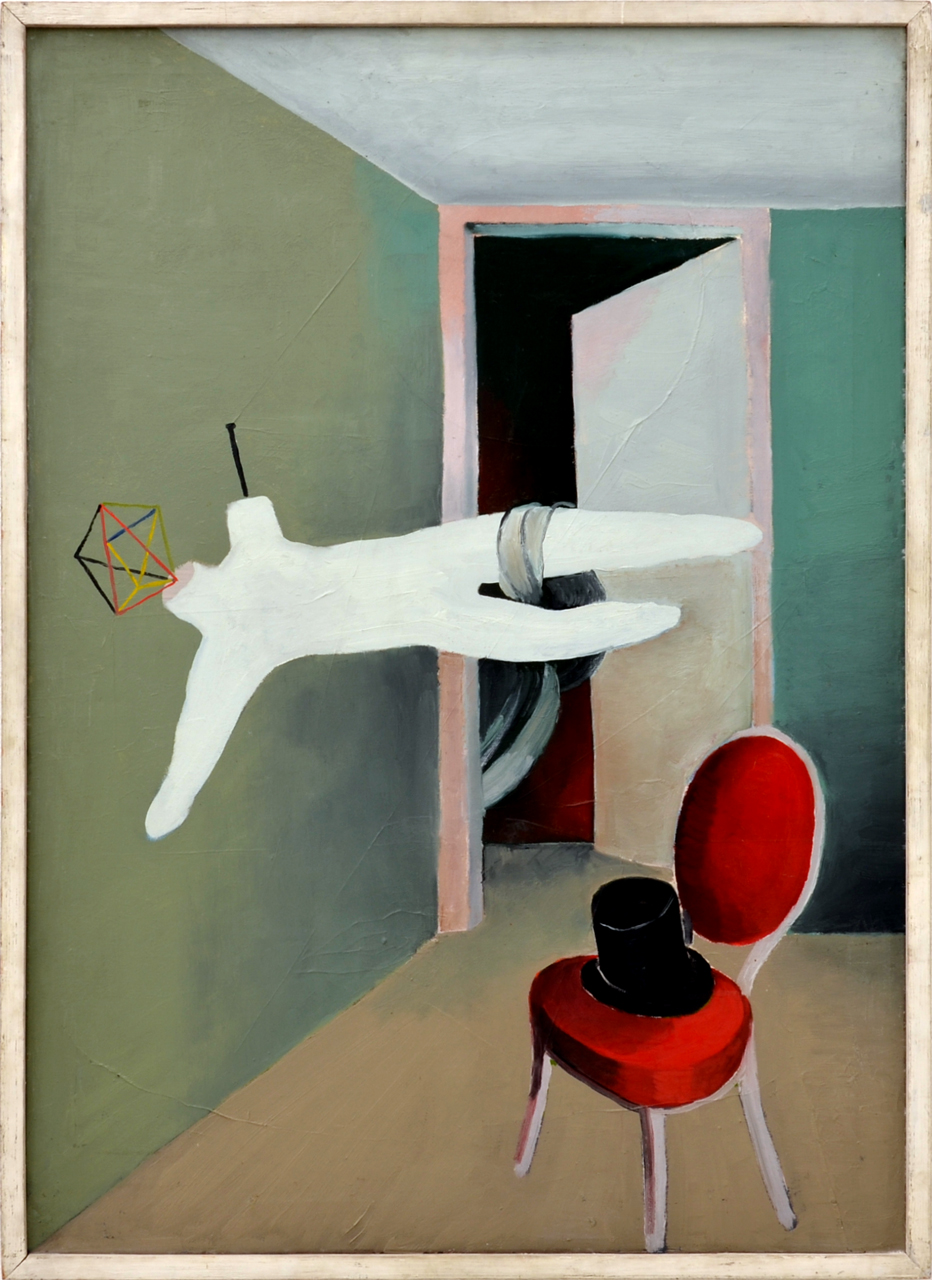
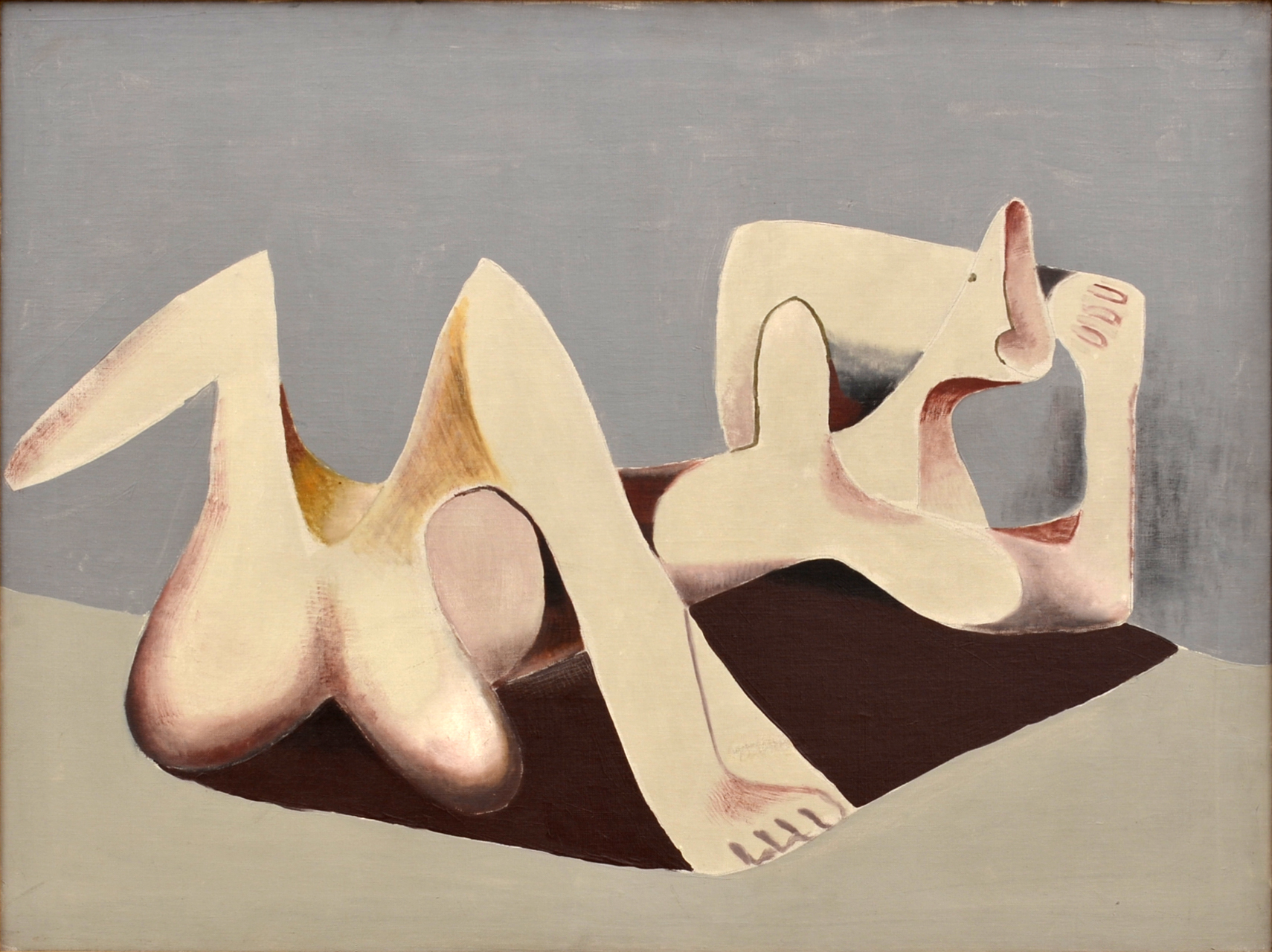
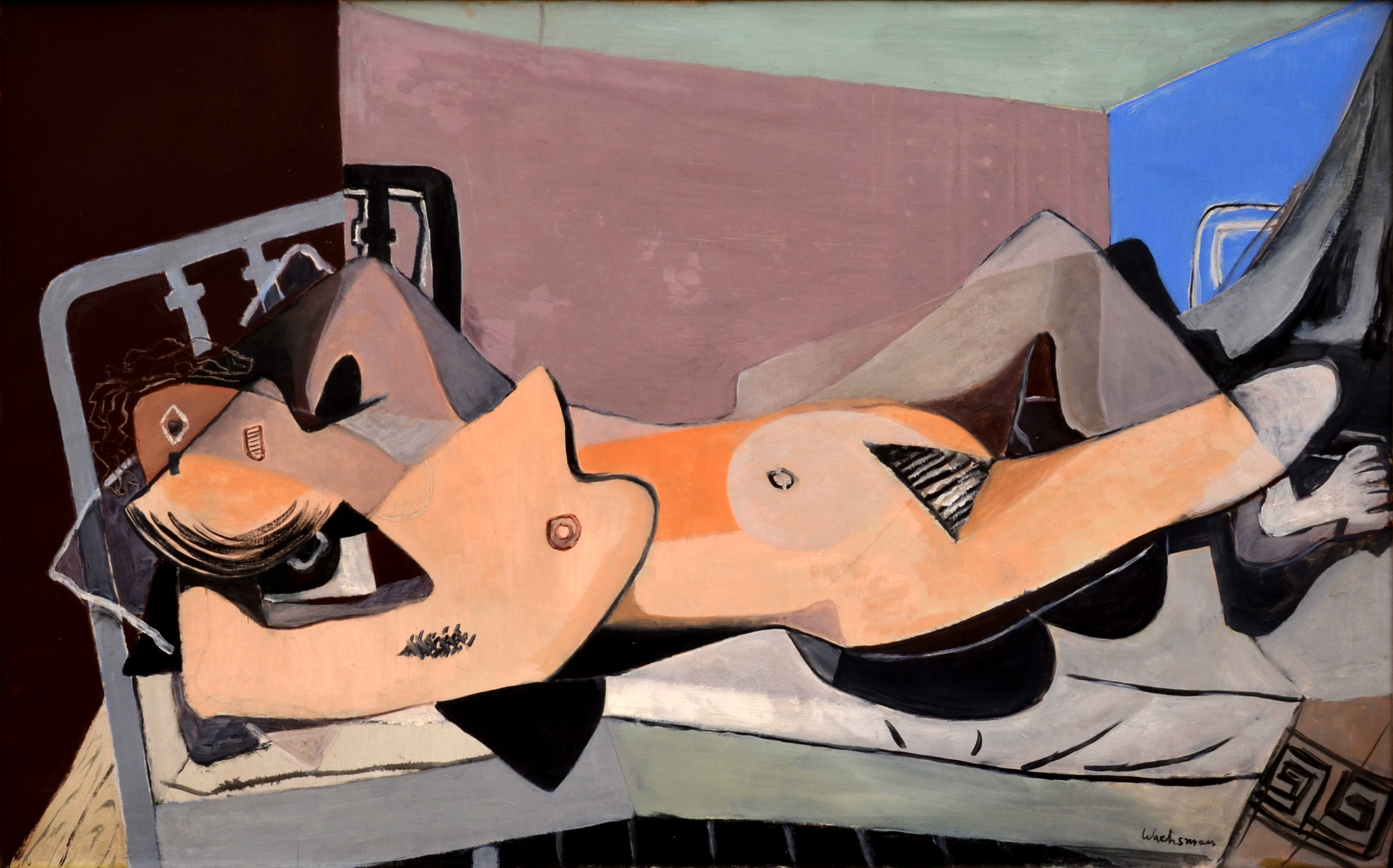
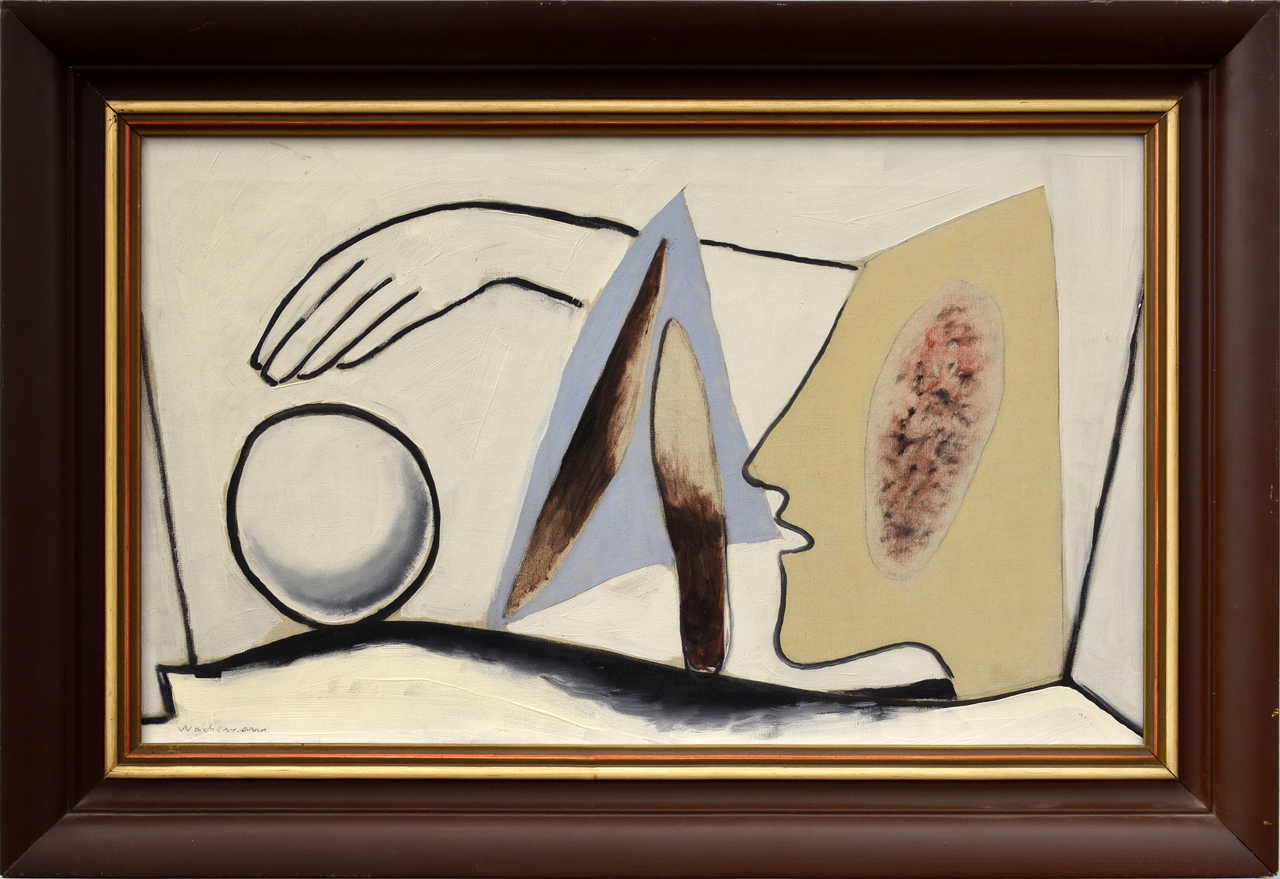
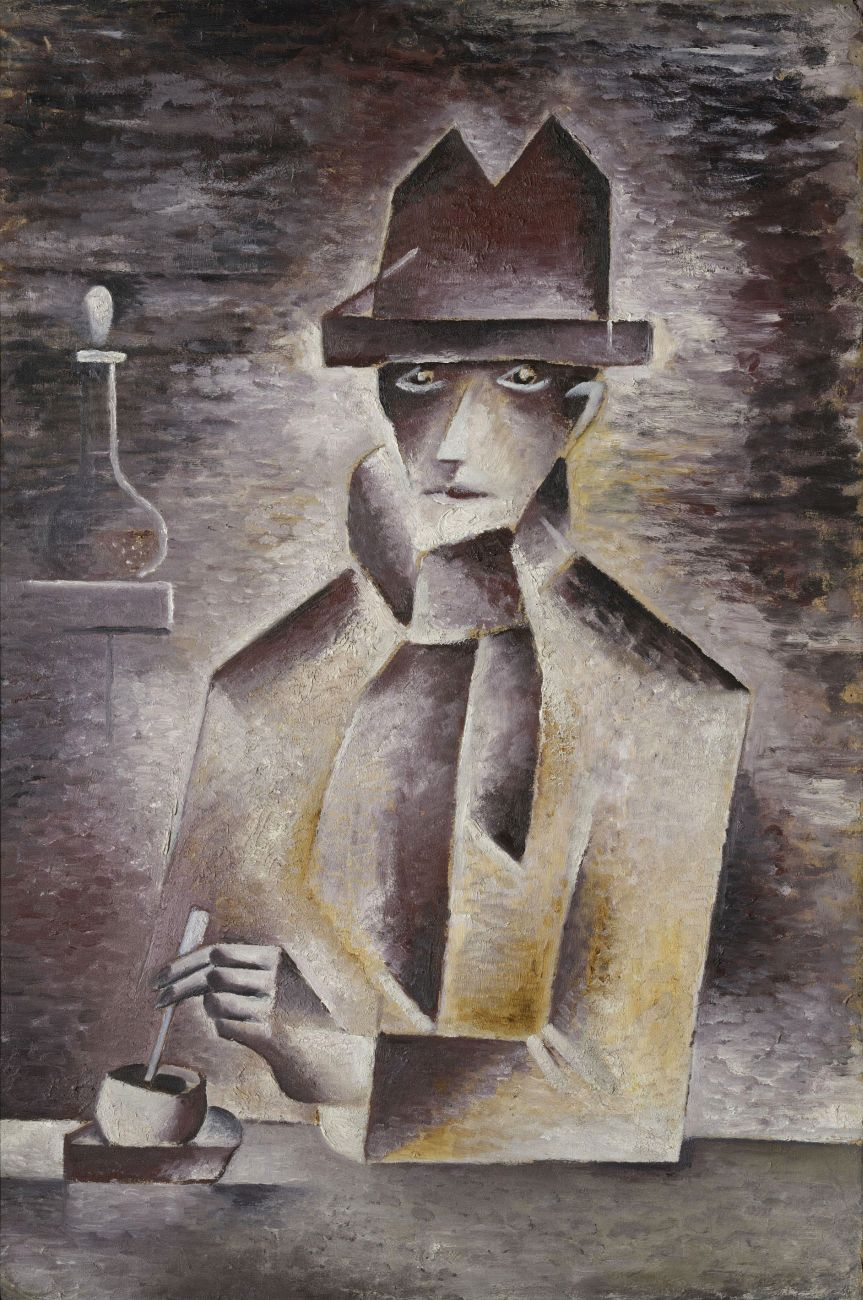
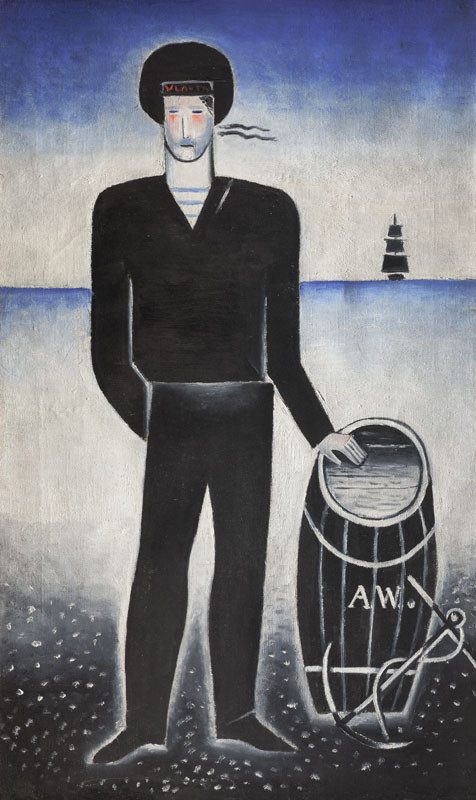